# Шахламов, Владимир Аркадьевич
Владимир Аркадьевич Шахламов (1923—2005) — советский учёный и педагог, в области гистологии, доктор медицинских наук, профессор, член-корреспондент АМН СССР (1988). Лауреат Премии имени В. П. Воробьева АМН СССР (1971). Заслуженный деятель науки Российской Федерации (1999). Один из основоположников исследований ультраструктурных основ патологии клетки.

## Биография
Родился 1 сентября 1923 года в Ставрополе. 
С 1941 по 1945 год был участником Великой Отечественной войны, был ранен.  С 1949 по 1954 год обучался на лечебном факультете Первого Московского государственном медицинского института, с 1954 по 1957 год обучался в аспирантуре этого института по кафедре гистологии. Ученик профессоров Д. А. Жданова и В. Г. Елисеева.
С 1961 по 2005 год на научной работе в НИИ морфологии человека АМН СССР — РАМН в должностях: научный сотрудник, с 1965 года — заведующий Лаборатории электронной микроскопии и патологии клетки, одновременно с 1975 по 1997 год являлся — заместителем директора этого института по науке. Помимо основной деятельности в течение многих лет В. А. Шахламов являлся бессменным организатором Всесоюзных,  Всероссийских и международных научных конференций по патологии клетки.

### Научно-педагогическая деятельность и вклад в науку
Основная научно-педагогическая деятельность В. А. Шахламова была связана с вопросами в области гистологии, в том числе молекулярной микроскопии, занимался исследованиями тонкого строения и проницаемости стенки лимфатических и кровеносных капилляров, занимался исследованиями по изучению ультраструктурных аспектов повреждения тканей холерным токсином и НАГ-инфекцией (холерным вибрионом), на основе этих исследований была подтверждена теория фильтрации  синдрома кишечного обезвоживания при заболевании холерой. 
В. А. Шахламов являлся — членом Научного совета по электронной микроскопии АН СССР, руководителем проблемной комиссии «Морфогенез клетки, тканей и организма» АМН СССР — РАМН, председателем Московского научного общества цитологов, членом Президиума Всесоюзного общества анатомов, гистологов и эмбриологов, членом редакционной коллегии научно-медицинского журнала «Морфология».
В 1959 году защитил кандидатскую диссертацию по теме: «Морфологические и гистохимические изменения в очаге асептического воспаления яичников при экспериментальном воздействии на кору больших полушарий мозга», в 1969 году защитил диссертацию на соискание учёной степени доктор медицинских наук по теме: «Ультраструктура стенки кровеносных капилляров в нормальных, экспериментальных и некоторых патологических условиях», в 1975 году ему была присвоена учёная звание профессора. В 1986 году он был избран член-корреспондентом АМН СССР. Под руководством В. А. Шахламова было написано более трёхсот научных работ, в том числе пяти монографий и восьми авторских свидетельств на изобретения. Им было подготовлено около пятидесяти кандидатов и докторов наук. В 1971 год за свою работу «Капилляры» был удостоен Премии имени В. П. Воробьева АМН СССР.
Скончался 14 марта 2005 года в Москве, похоронен на Хованском кладбище.

## Награды, звания и премии
- Орден Отечественной войны 2-й степени
- Орден Дружбы народов
- Орден «Знак Почёта»[1]
- Заслуженный деятель науки Российской Федерации (1999 — «За заслуги в научной деятельности»)[5]
- Премия имени В. П. Воробьева АМН СССР (1971)